# Orchestra of the Age of Enlightenment

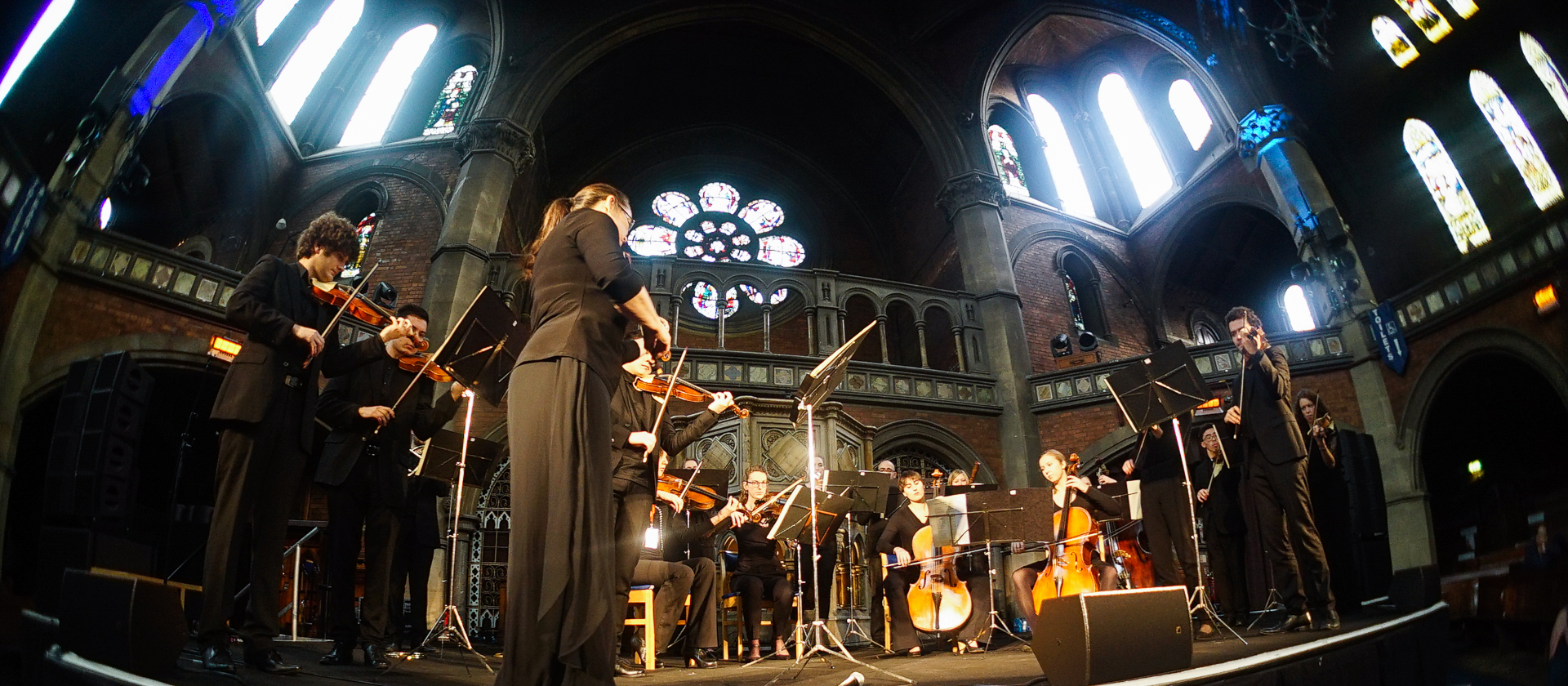
Orchestra of the Age of Enlightenment (2016)

Das Orchestra of the Age of Enlightenment (oft inoffiziell abgekürzt mit „OAE“) ist ein 1986 gegründetes britisches Orchester. Sein Name verweist auf das Zeitalter der Aufklärung (englisch Age of Enlightenment); die Musik dieser Zeit bildet den Repertoireschwerpunkt des Orchesters, dessen Mitglieder auf historischen Instrumenten musizieren. Sitz des Orchesters ist das Southbank Centre in London.
Das Orchester verfügt über keinen permanenten musikalischen Leiter, sondern wird von einer gewählten künstlerischen Gruppe geleitet. Als Principal Artists fungieren derzeit (Stand 2014) Simon Rattle, Wladimir Jurowski, Iván Fischer und Mark Elder. Zu seinen weiteren Gastdirigenten zählten bzw. zählen Charles Mackerras, Philippe Herreweghe, Gustav Leonhardt, René Jacobs, Roger Norrington, Frans Brüggen, Ton Koopman, Marin Alsop, Sigiswald Kuijken, Ivor Bolton, Monica Huggett, Rachel Podger und Bruno Weil.
Tourneen führten das OAE durch zahlreiche Länder, so 2002 nach Südamerika und in die USA sowie 2003 nach Südostasien.
Die Diskografie des OAE umfasst über 50 Aufnahmen, unter anderem mit Werken von Henry Purcell, Carl Philipp Emanuel Bach, Georg Friedrich Händel, Wolfgang Amadeus Mozart oder Joseph Haydn. Von einer Öffnung des Repertoires hin zur Romantik und Spätromantik zeugen aber auch Einspielungen mit Werken von Franz Schubert, Felix Mendelssohn Bartholdy oder Gustav Mahler.
Das Orchester arbeitet auch im pädagogischen Bereich, konzertiert insbesondere im Raum London in Schulen und betreut Projekte, die der Heranführung von Kindern an das Instrumentalspiel dienen.